# Vela nos Jogos Olímpicos de Verão de 2004 - 470 feminino
As provas femininas da classe 470 da vela nos Jogos Olímpicos de Verão de 2004 ocorreram entre 14 e 21 de agosto daquele ano no Centro Olímpico de Vela Agios Kosmas, em Atenas, na Grécia. O programa compunha onze regatas. Para esta classe, houve 40 velejadoras de 20 nações inscritas.

## Calendário
| ● | Regatas práticas | ● | Dias de competição | ● | Último dia das regatas |

| Data | Agosto | Agosto | Agosto | Agosto | Agosto          | Agosto | Agosto | Agosto | Agosto          | Agosto | Agosto | Agosto | Agosto | Agosto | Agosto | Agosto | Agosto | Agosto |
| Data | 12 Qui | 13 Sex | 14 Sáb | 15 Dom | 16 Seg          | 17 Ter | 18 Qua | 19 Qui | 20 Sex          | 21 Sáb | 22 Dom | 23 Seg | 24 Ter | 25 Qua | 26 Qui | 27 Sex | 28 Sáb | 29 Dom |
| ---- | ------ | ------ | ------ | ------ | --------------- | ------ | ------ | ------ | --------------- | ------ | ------ | ------ | ------ | ------ | ------ | ------ | ------ | ------ |
| 470  | ●      | ●      | ● ●    | ● ●    | Dia de descanso | ● ●    | ● ●    | ● ●    | Dia de descanso | ●      |        |        |        |        |        |        |        |        |

## Medalhistas
A dupla grega Sofia Bekatorou e Aimilia Tsoulfa finalizou a competição em primeiro lugar, conquistando a medalha de ouro. A prata firmou-se com as espanholas Sandra Azón e Natalia Vía Dufresne. Por fim, a medalha de bronze ficou com Therese Torgersson e Vendela Zachrisson, da Suécia.
|  | GRE Grécia                      |  | ESP Espanha                      |  | SWE Suécia                            |
|  | Sofia Bekatorou Aimilia Tsoulfa |  | Sandra Azón Natalia Vía Dufresne |  | Therese Torgersson Vendela Zachrisson |

## Resultados
Estes foram os resultados da competição:
| Pos.              | Velejadores                                 | Regatas | Regatas | Regatas | Regatas | Regatas | Regatas | Regatas | Regatas | Regatas | Regatas | Regatas | Pontos |
| Pos.              | Velejadores                                 | 1       | 2       | 3       | 4       | 5       | 6       | 7       | 8       | 9       | 10      | 11      | Pontos |
| ----------------- | ------------------------------------------- | ------- | ------- | ------- | ------- | ------- | ------- | ------- | ------- | ------- | ------- | ------- | ------ |
| Medalha de ouro   | GRE Sofia Bekatorou e Aimilia Tsoulfa       | 1       | 2       | 2       | 13      | 1       | 1       | 14      | 1       | 1       | 2       | DNS     | 38     |
| Medalha de prata  | ESP Natalia Vía Dufresne e Sandra Azón      | 2       | 4       | 9       | 15      | 19      | 5       | 8       | 3       | 5       | 6       | 5       | 62     |
| Medalha de bronze | SWE Therese Torgersson e Vendela Zachrisson | 9       | 10      | 7       | 2       | 3       | 14      | 9       | 6       | 7       | 7       | 3       | 63     |
| 4                 | SLO Vesna Dekleva e Klara Maucec            | 3       | 5       | 14      | 18      | 2       | 15      | 1       | 2       | 18      | 3       | 2       | 65     |
| 5                 | USA Katie McDowell e Isabelle Kinsolving    | 12      | 16      | 3       | 12      | 9       | 2       | 18      | 17      | 8       | 1       | 4       | 84     |
| 6                 | DEN Susanne Ward e Michaela Meehan          | 11      | 1       | 4       | 3       | 13      | 8       | 5       | 16      | 12      | DNF     | 16      | 89     |
| 7                 | GBR Christina Bassadone e Katherine Hopson  | 5       | 14      | 15      | 4       | 5       | 6       | 17      | DNF     | 2       | 16      | 7       | 91     |
| 8                 | RUS Vlada Ilienko e Natalia Gaponovich      | 7       | 6       | 12      | 8       | 14      | 17      | 13      | 11      | 11      | 4       | 8       | 94     |
| 9                 | NED Lisa Westerhof e Margriet Matthijsse    | 10      | DSQ     | 1       | 15      | 4       | 10      | 7       | 7       | 19      | 12      | 15      | 100    |
| 10                | FRA Ingrid Petitjean e Nadege Douroux       | 8       | 3       | 5       | 7       | 7       | 20      | 19      | 18      | 10      | 14      | 9       | 100    |
| 11                | JPN Yuka Yoshisako e Mitsuko Satake         | DSQ     | 17      | 16      | 10      | 8       | 12      | 4       | 12      | 3       | 18      | 1       | 101    |
| 12                | CAN Maria Fernanda Sesto e Paula Reinoso    | 15      | 7       | 11      | 6       | 15      | 16      | 3       | 14      | 9       | 11      | 11      | 102    |
| 13                | ARG Jen Provan e Nikola Girke               | 4       | 13      | 17      | 11      | 12      | 7       | 2       | 19      | 6       | 19      | 12      | 103    |
| 14                | AUS Jenny Armstrong e Belinda Stowell       | 14      | 12      | 6       | 14      | 11      | 11      | 10      | 8       | 13      | 9       | 19      | 108    |
| 15                | GER Stefanie Rothweiler e Monika Leu        | 13      | 15      | 8       | 1       | 18      | 4       | 11      | 10      | 20      | 15      | 14      | 109    |
| 16                | NZL Shelley Hesson e Linda Dickson          | 6       | 8       | 10      | 5       | 17      | 18      | 15      | 13      | 14      | 17      | 13      | 118    |
| 17                | BRA Fernanda Oliveira e Adriana Kostiw      | OCS     | 18      | 19      | 16      | 16      | 3       | 6       | 15      | 15      | 5       | 6       | 119    |
| 18                | ISR Nike Kornecki e Vered Buskila           | OCS     | 11      | DNF     | 19      | 6       | 13      | 12      | 5       | 4       | 13      | 18      | 122    |
| 19                | HUN Marta Weores e Anna Payr                | OCS     | 9       | 13      | 9       | 20      | 9       | 16      | 9       | 16      | 10      | 17      | 128    |
| 20                | ITA Elisabetta Saccheggiani e Myriam Cutolo | 16      | 19      | 18      | 20      | 10      | 19      | 20      | 4       | 17      | 8       | 10      | 141    |

### Classificação diária

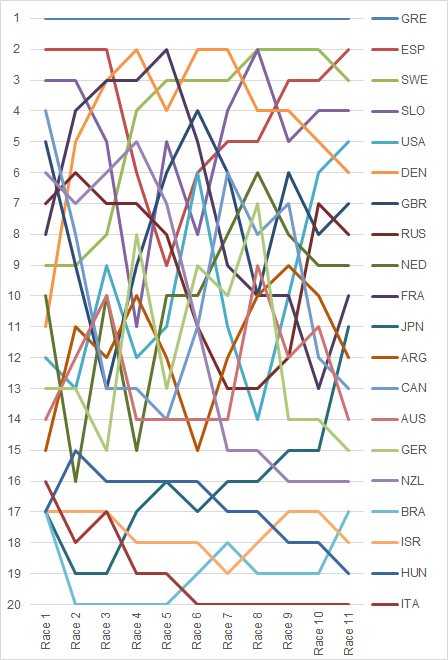
Gráfico mostrando a classificação diária na classe.